# Stazione di Nembro
La stazione di Nembro fu una stazione ferroviaria della linea della Valle Seriana a servizio dell'omonimo comune.

## Storia
La stazione fu aperta al servizio pubblico il 21 aprile 1884, assieme al tratto Bergamo-Albino, primo tronco della linea della Valle Seriana. La ferrovia in seguito proseguì verso Vertova (23 agosto), Ponte Nossa (23 marzo 1885), Ponte Selva (6 luglio 1885) e Clusone (12 marzo 1911).
I servizi viaggiatori e merci terminarono il 31 agosto 1967, con la chiusura della linea ferroviaria. Dal 2009, con l'apertura della tranvia Bergamo-Albino che reimpiega il sedime della ferrovia della Val Seriana, parte del piazzale binari della stazione è utilizzato dalla fermata tranviaria di Nembro Centro.
Tra il 2020 e il 2022, il fabbricato viaggiatori della stazione fu abbattuto per essere sostituito dalla Casa della Musica.

## Strutture e impianti
Il fabbricato viaggiatori, a pianta rettangolare, si sviluppava su due livelli fuori terra ed era simile alle costruzioni presenti a Redona e Vertova.
Il piazzale, oltre al binario di corsa, era dotato di un binario di raddoppio. Lo scalo merci era raccordato al locale stabilimento dell'Italcementi. Nei primi anni di attività della stazione era presente un piccolo magazzino che fu presto eliminato: per la ricezione delle merci fu impiegato un locale presso il fabbricato viaggiatori.

## Movimento
La stazione era servita dai treni accelerati e omnibus della relazione Bergamo-Ponte Selva fino al 1911, quando furono sostituiti dalla relazione Bergamo-Clusone.